# Neptune Mission
Neptune Mission (ook wel bekend als Neptune's Mission) is een korte 30 minuut durende documentairefilm uit 1958, geproduceerd door de National Film Board of Canada (NFB) voor de Canadian Broadcasting Corporation (CBC) televisieserie Perspective.
De film documenteert de onderzeebootjachtmissie van het RACF Neptune-vliegtuig aan de Atlantische kust tijdens de Koude Oorlog. Neptune Mission is geproduceerd door David Bairstow en geregisseerd door Walford Hewitson.